# La corona di fuoco
Pour plus de détails, voir Fiche technique et Distribution.
La corona di fuoco est un film historique italien sorti en 1961, réalisé par Luigi Latini De Marchi, sous le pseudonyme de Louis Mané.

## Synopsis
Autour de 1020, au château d'Arles, centre du royaume de Bourgogne, le vieux roi Rodolphe III règne comme un tyran sur sa cour. Sa jeune épouse Ermengarde supporte cette tyrannie grâce à un échappatoire, l'amour qu'elle porte au comte Humbert aux Blanches-Mains. Mais celui-ci est amoureux d'Ancilia, cousine de la reine, qu'il a sauvée de ses ravisseurs. La position reconnue d'Humbert à la cour suscite la jalousie d'Eudes de Blois, un neveu du roi au tempérament violent. Celui-ci complote pour hériter de la couronne de Bourgogne et empoisonne le vieux roi ; il élimine aussi Rimbaud, le trouvère de la reine, qui a toute la confiance de celle-ci. Blanches-Mains intervient en faveur de la reine Ermengarde, mais perd son épouse Ancilia tombée aux mains des complices d'Eudes. Un duel sur le pont-levis du palais royal permet à Blanches-Mains de défaire l'usurpateur et de remettre la couronne sur la tête de la reine Ermengarde.

## Fiche technique
- Titre italien originel : La corona di fuoco
- Réalisateur : Luigi Latini De Marchi (sous le pseudo de Louis Mané)(ref name=imdb />
- Scénario : Luigi Latini De Marchi et Nella De Paoli[2]
- Musique : Aldo Piga[3]
- Production : Società industriale adriatica tirrenica
- Photographie : Alfieri Canavero[3]
- Montage : Mario Arditi[3]
- Durée : 90 min
- Pays de production :  Italie
- Langue originale : italien
- Date de sortie : 1961

## Distribution
- Victor Chassin[1] : Humbert aux Blanches-Mains (Umberto Biancamano)
- Gino Turini (sous le pseudo de John Turner) : Eudes de Blois (Oddone di Blois)
- Wally Salio : Ancilia
- Germana Paolieri (it) : Reine Ermengarde
- John Kitzmiller : Akim
- Oreste Grandi : Rodolphe III
- Odoardo Spadaro : Père Bernardo
- Antimo Reyner : le chancelier
- Geny Keva : Rimbaud
- Mario Cecchi : père de Rimbaud
- Corrado Ferroglio : Walter
- Gigetta Morano : gouvernante
- Renzo Gobello : serviteur
- Angelo Cecchelin (it) : chef des gardes
- Raffaele Basile : voleur